# 木村千鷲
木村 千鷲（きむら ちしゅう、1977年（昭和52年）4月17日 - ）は、大相撲の十両格行司である。本名は小林 亮太（こばやし りょうた）。出羽海部屋所属。血液型はB型。

## 人物
埼玉県川口市出身。1993年11月場所、3代木村保之助の名で初土俵を踏む。 2007年1月場所幕下格昇進、このときに4代木村林之助を襲名したが、2010年1月から2月に亘る不祥事(当時の妻及び実子への暴行)により、執行猶予付きの有罪判決を受け、2010年11月場所と2011年1月場所の2場所は出場停止の処分となった。これを機に2011年1月場所に木村林之助の名跡を返上し木村千鷲に改名した。2015年5月場所十枚目格に昇進。

## 履歴
- 1993年11月場所 - 初土俵：3代木村保之助。
- 1994年1月場所 - 序ノ口格として番付に初掲載。
- 1995年1月場所 - 序二段格昇進。
- 2001年1月場所 - 三段目格昇進。
- 2007年1月場所 - 幕下格昇進：4代木村林之助に改名。
- 2011年1月場所 - 木村千鷲に改名。
- 2015年5月場所 - 十枚目格昇進。